# 23. září
23. září je 266. den roku podle gregoriánského kalendáře (267. v přestupném roce). Do konce roku zbývá 99 dní. Tento den je jedním z možných dnů podzimní rovnodennosti.

## Události

### Česko
- 1253 – Novým panovníkem Království českého se stal Přemysl Otakar II. Doba jeho vlády znamenala mocensky vzestup českého státu, rozvoj měst a zároveň prohlubování rozporů mezi králem a šlechtou.
- 1875 – V Praze zahájila provoz koněspřežná tramvaj od řetězového mostu císaře Františka I. do Karlína k Invalidovně. Toto datum je považováno za vznik pražské MHD.
- 1916 – V Bohumíně byl zahájen provoz elektrické tramvaje (do roku 1918 vypůjčeným vozem Slezských zemských drah). Při této příležitosti byl ukončen osobní provoz parní tramvaje.
- 1938 – Během tzv. Sudetské krize byla vyhlášena všeobecná mobilizace československé branné moci.

### Svět
- 1122 – Wormský konkordát uzavřel mír mezi papežem Kalixtem II. a císařem Jindřichem V. v boji o investituru.
- 1459 – Nedaleko městečka Market Drayton se odehrála bitva u Blore Heath, první velká bitva války růží.
- 1846 – V berlínské observatoři objevil německý astronom Johann Gottfried Galle nejvzdálenější planetu od Slunce Neptun, když se řídil výpočty francouzského kolegy Urbaina Jean-Josepha Leverriera.
- 1908 – Rakousko-Uhersko anektovalo Bosnu a Hercegovinu.
- 2008 – Na střední škole ve finském městě Kauhajoki zastřelil Matti Juhani Saari deset osob.

## Narození

### Česko

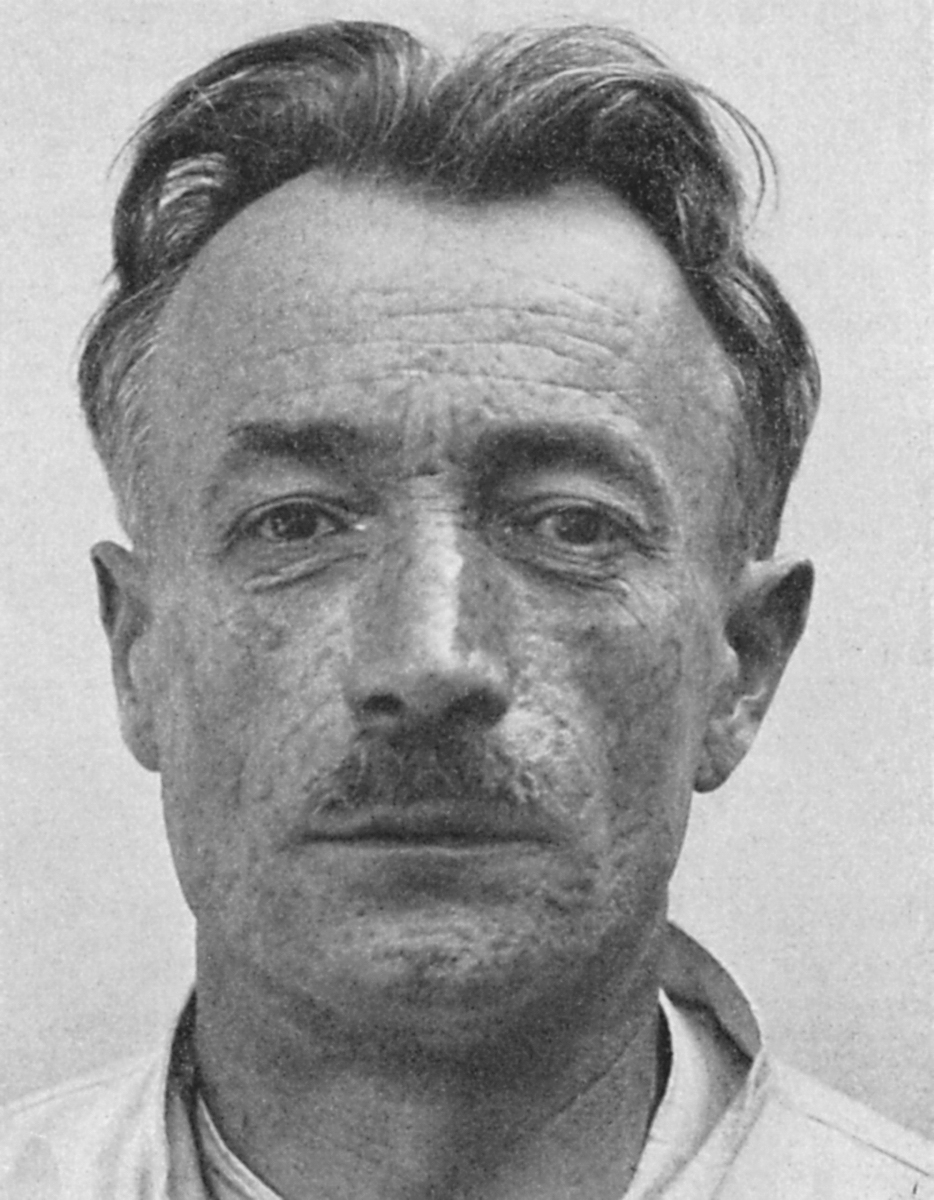
František Kupka (* 1871)

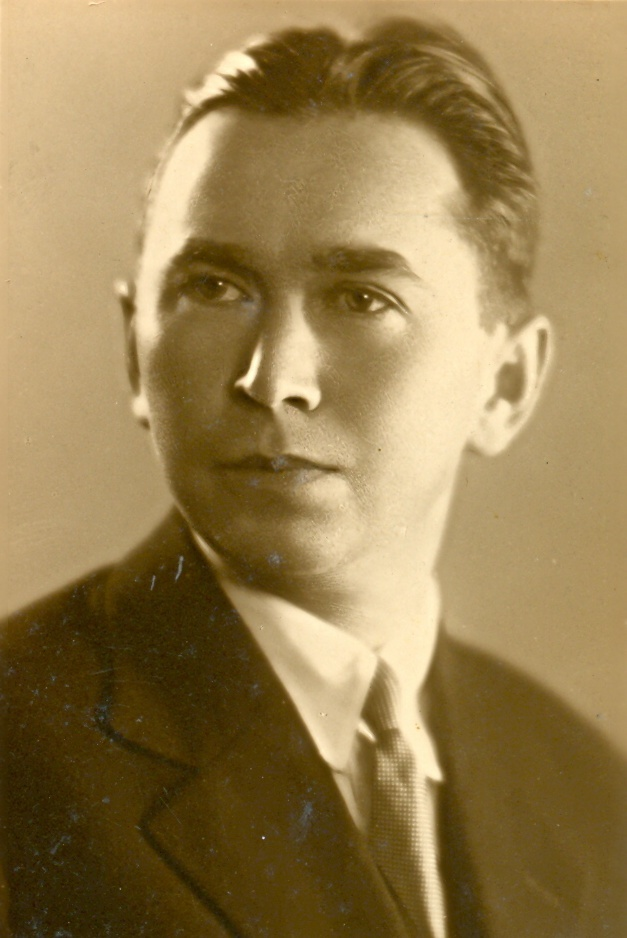
Václav Nejtek (* 1899)

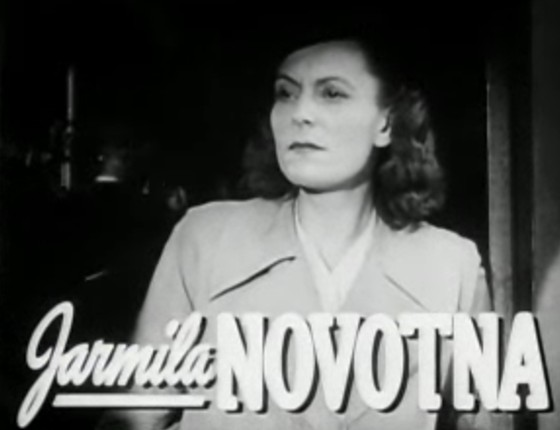
Jarmila Novotná (* 1907)

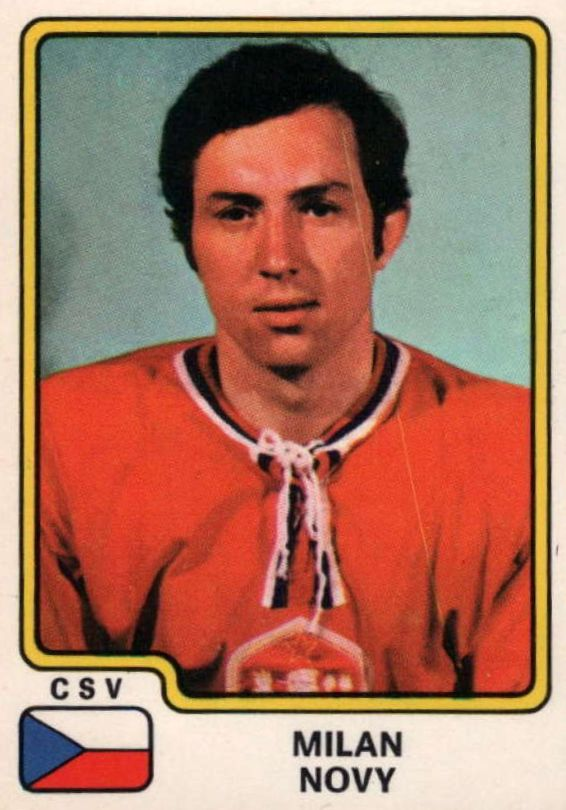
Milan Nový (* 1951)

- 1795 – Václav Bojer, botanik a cestovatel († 6. června 1856)
- 1813 – Wenzel Seifert, politik († 11. prosince 1889)
- 1840 – František Wichterle, podnikatel († 14. června 1891)
- 1845 – Jaromír Hřímalý, violoncellista († 25. června 1905)
- 1852 – Rudolf Horský, římskokatolický kněz, politik a spisovatel († 22. prosince 1926)
- 1860 – Václav Choc, poslanec Říšské rady, publicista a právník († 22. května 1942)
- 1861 – Norbert František Drápalík, opat kanonie premonstrátů v Nové Říši († 25. ledna 1920)
- 1868
  - Maxmilián Fatka, státní úředník a politik († 3. února 1962)
  - František Jureček, stavitel a sběratel umění († 5. října 1925)
- 1871 – František Kupka, malíř, zakladatel českého abstraktního umění († 24. června 1957)
- 1873 – Friedrich Benze, matematik († 18. února 1940)
- 1881 – Jindřich Baumruk, fotbalista a hokejista († 5. května 1963)
- 1884 – Josef Váchal, výtvarný umělec, básník a spisovatel († 10. května 1969)
- 1896 – Karel Koubek, malíř († 24. září 1940)
- 1899
  - Rudolf Říčan, evangelický teolog a historik († 2. listopadu 1975)
  - Václav Nejtek, sochař († 26. srpna 1958)
- 1901 – Jaroslav Seifert, básník († 10. ledna 1986)
- 1903
  - Jan Buchvaldek, komunistický politik († 2. dubna 1983)
  - Jarmila Svatá, herečka a spisovatelka († 29. dubna 1964)
- 1906
  - Karel Herfort, lékař, gastroenterolog († 21. ledna 2000)
  - Ella Šárková, herečka († 31. října 1991)
- 1907
  - František Filipovský, herec († 26. října 1993)
  - Jarmila Novotná, operní pěvkyně a herečka († 9. února 1994)
- 1910
  - Stanislav Maršo, tvůrce písma, typograf a pedagog († 25. ledna 1976)
  - Václav David, ministr zahraničních věcí Československa († 5. ledna 1996)
- 1913 – František Nedělka, zahraniční voják, výsadkář († 70. léta 20. stol. )
- 1916
  - Alfréd Bartoš, velitel diverzní skupiny Silver A († 22. června 1942)
  - Karel Kuttelwascher, nejúspěšnější český pilot RAF († 17. srpna 1959)
- 1918 – Martin Růžek, herec († 18. prosince 1995)
- 1920 – Jiří Jaroch, hudební skladatel († 30. prosince 1986)
- 1921 – Bohumír Kobylka, československý voják a příslušník výsadku Iridium († 15. března 1943)
- 1927 – Jiří Hejský, československý fotbalový reprezentant († 23. července 1998)
- 1929 – Václav Štekl, herec-komik a konferenciér († 5. února 1994)
- 1930 – Karel Rys, předseda MěNV Kladno († 5. října 1991)
- 1931 – Jan Petr, lingvista-slavista († 13. prosince 1989)
- 1936 – Miloň Čepelka, básník, prozaik, textař a herec
- 1938
  - Václav Babula, lékař, textař, básník a literát († 1. února 2008)
  - Vilém Holáň, informatik a politik, ministr obrany ČR († 5. března 2021)
- 1944 – Ivan Martin Jirous, básník, publicista, výtvarný kritik a disident († 9. listopadu 2011)
- 1946 – Jiří Plachý, herec († 20. ledna 2022)
- 1947 – Svatava Raková, historička
- 1951 – Milan Nový, československý hokejový útočník
- 1969 – Jan Suchopárek, fotbalista
- 1985 – Lukáš Kašpar, lední hokejista

### Svět

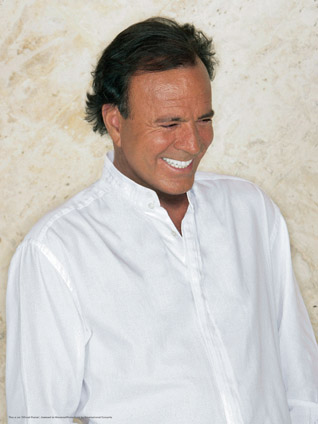
Julio Iglesias (* 1943)

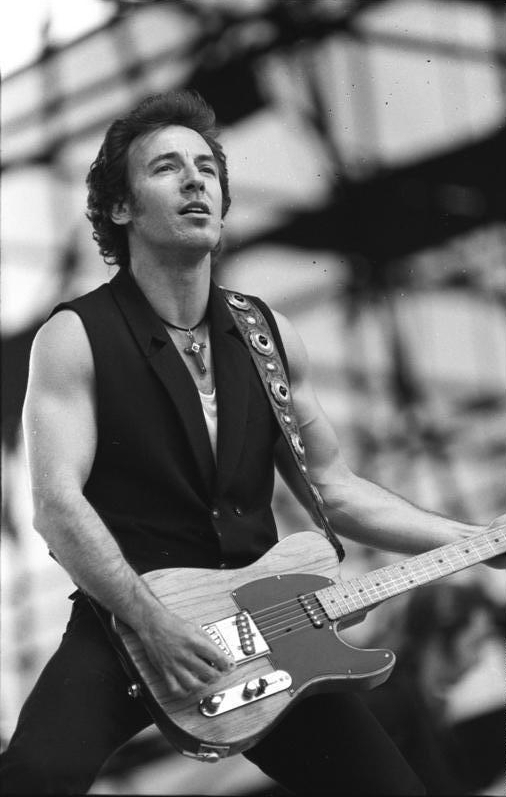
Bruce Springsteen (* 1949)

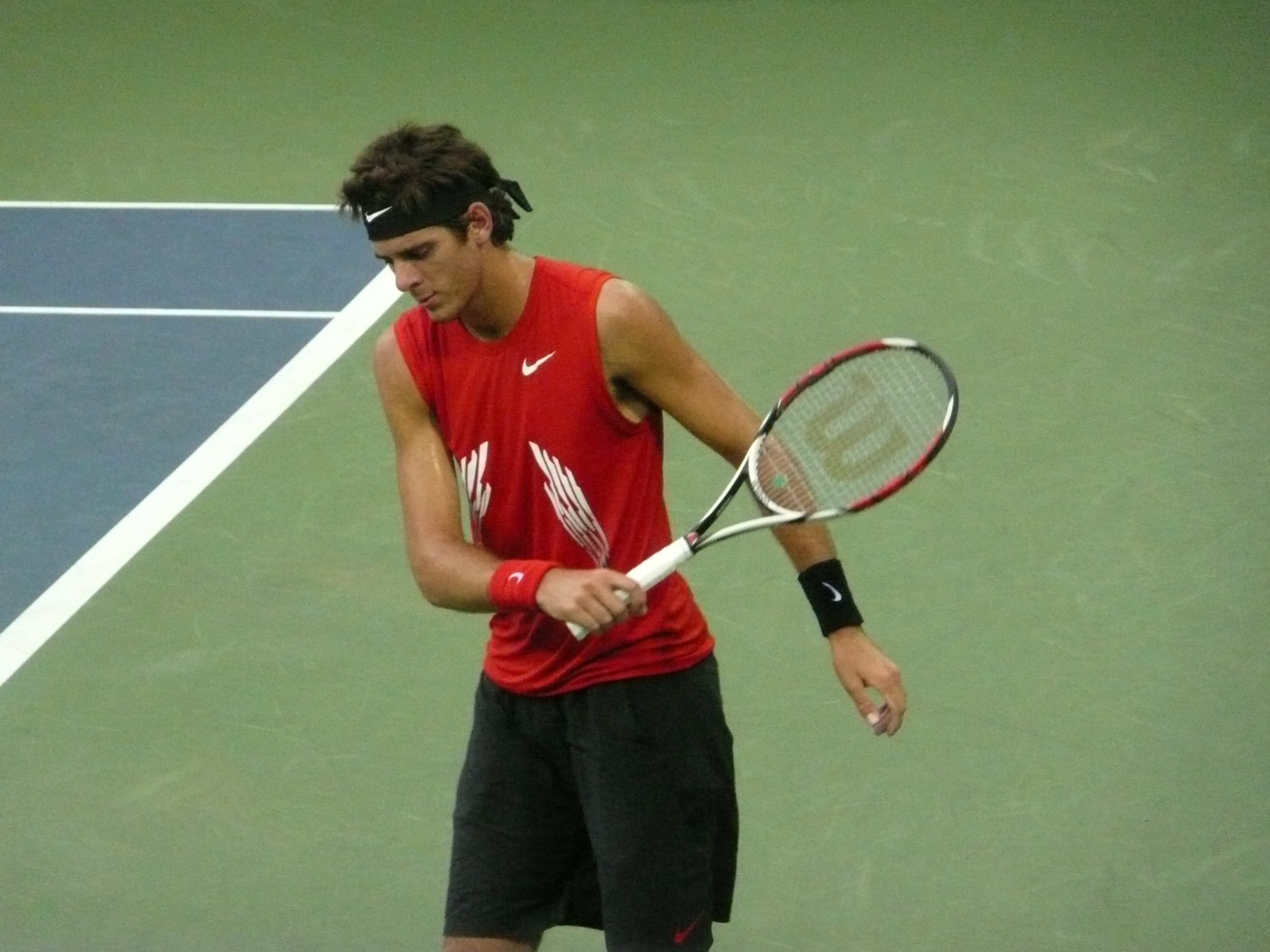
Juan Martin del Potro (* 1988)

- 63 př. n. l. – Augustus, římský císař († 19. srpna 14)
- 1215 – Kublaj, mongolský vojevůdce († 18. února 1294)
- 1555 – Luisa de Coligny, manželka Viléma I. Oranžského († 13. listopadu 1620)
- 1591 – Michael Lohr, německý skladatel († 1654)
- 1596 – Joan Blaeu, holandský kartograf († 28. května 1673)
- 1598 – Eleonora Gonzagová, česká královna, manželka Ferdinanda II. († 27. června 1655)
- 1642 – Giovanni Maria Bononcini, italský houslista a hudební skladatel († 18. listopadu 1678)
- 1713 – Ferdinand VI., španělský král († 10. srpna 1759)
- 1728 – Carlo Allioni, italský lékař a botanik († 30. července 1804)
- 1740 – Go-Sakuramači, japonská císařovna († 1813)
- 1756 – John Loudon McAdam, skotský inženýr a stavitel († 26. listopadu 1836)
- 1781 – Juliana Sasko-Kobursko-Saalfeldská, saská princezna, ruská velkokněžna († 15. srpna 1860)
- 1783 – Peter von Cornelius, německý malíř († 6. března 1867)
- 1791
  - Theodor Körner, německý básník a voják († 26. srpna 1813)
  - Johann Franz Encke, německý astronom († 26. srpna 1865)
- 1819 – Hippolyte Fizeau, francouzský fyzik († 18. září 1896)
- 1841 – Konrad Fiedler, německý teoretik umění († 13. června 1895)
- 1853 – Konstantin Stoilov, bulharský politik († 23. března 1901)
- 1854 – Cornelis Lely, nizozemský vodohospodářský inženýr, projektant Zuiderzeewerken, guvernér Surinamu († 22. ledna 1929)
- 1861
  - Draga Mašínová, srbská královna († 29. května 1903)
  - Robert Bosch, německý vynálezce († 1942)
- 1865
  - Suzanne Valadonová, francouzská malířka a sochařka († 19. dubna 1938)
  - Emmuska Orczy, anglická spisovatelka († 1947)
- 1869 – Mary Mallonová, první americká přenašečka břišního tyfu († 11. listopadu 1938)
- 1874 – Ernst Streeruwitz, rakouský kancléř († 19. října 1952)
- 1880
  - Gaston Couté, francouzský básník a šansonier († 28. května 1911)
  - John Boyd Orr, skotský lékař, biolog a politik, nositel Nobelovy ceny za mír († 25. června 1971)
- 1883 – Grigorij Zinovjev, bolševický revolucionář, politik a jedna z obětí Stalinových čistek († 25. srpna 1936)
- 1887 – Alfieri Maserati, italský automobilový závodník a konstruktér († 3. března 1932)
- 1889 – Walter Lippmann, americký novinář a filozof († 14. prosince 1974)
- 1897 – Paul Delvaux, belgický malíř († 20. července 1994)
- 1899 – Jean Piveteau, francouzský vertebrátní paleontolog († 7. března 1991)
- 1890
  - Kakudži Kakuta, admirál japonského císařského námořnictva († 2. srpna 1944)
  - Friedrich Paulus, německý polní maršál v druhé světové válce († 1. února 1957)
- 1901 – Michal Šteinhíbel, slovenský spisovatel († 4. ledna 1988)
- 1902 – Ion Gheorghe Maurer, předseda Rady ministrů Rumunska († 8. února 2000)
- 1907
  - Albert Ammons, americký jazzový pianista († 2. prosince 1949)
  - Anne Desclos, francouzská novinářka a spisovatelka († 27. dubna 1998)
  - Herbert Kappler, německý válečný zločinec († 9. února 1978)
- 1911 – Frank Moss, americký politik († 29. ledna 2003)
- 1913 – Archimiro Caha, český radiolog († 8. ledna 2007)
- 1915 – Clifford Shull, americký fyzik, Nobelova cena za fyziku 1994 († 31. března 2001)
- 1916 – Aldo Moro, italský politik a dvakrát premiér Itálie († 1978)
- 1917 – Imre Németh, maďarský olympijský vítěz v hodu kladivem († 18. srpna 1989)
- 1919 – Jayne Meadows, americká herečka († 26. dubna 2015)
- 1920
  - Alexandr Grigorjevič Aruťunjan, arménský hudební skladatel († 28. března 2012)
  - Ovadja Josef, izraelský vrchní rabín († 7. října 2013)
  - Mickey Rooney, americký herec a komik († 6. dubna 2014)
- 1922 – Roman Kaliský, slovenský prozaik, dramatik a publicista († 8. listopadu 2015)
- 1926
  - John Coltrane, americký saxofonista († 17. července 1967)
  - Jimmy Woode, americký kontrabasista († 23. dubna 2005)
  - Valentin Kuzin, sovětský hokejový reprezentant († 13. srpna 1994)
- 1928 – Frank Foster, americký saxofonista († 26. července 2011)
- 1930
  - Don Edmunds, americký automobilový závodník a konstruktér († 12. srpna 2020)
  - Ray Charles, americký zpěvák, klavírista a skladatel († 10. června 2004)
  - Vytautas Majoras, litevský lidový umělec, sochař († 19. března 2006)
- 1934
  - Gino Paoli, italský zpěvák a textař
  - Per Olov Enquist, švédský spisovatel († 25. dubna 2005)
  - Franc Rodé, slovinský kardinál
- 1935
  - Margarita Nikolajevová, sovětská sportovní gymnastka, olympijská vítězka († 21. prosince 1993)
  - Les McCann, americký jazzový klavírista a zpěvák († 29. prosince 2023)
- 1938 – Romy Schneider, německá herečka († 29. května 1982)
- 1943 – Julio Iglesias, španělský popový zpěvák
- 1944 – Loren Shriver, americký letec a kosmonaut
- 1945 – Igor Sergejevič Ivanov, ministr zahraničních věcí Ruské federace
- 1946
  - Meir Kohn, izraelský profesor ekonomie českého původu
  - Bernard Maris, francouzský ekonom, spisovatel, novinář († 7. ledna 2015)
- 1947 – Marcel Sakáč, slovenský hokejový brankář, československý reprezentant
- 1949 – Bruce Springsteen, americký zpěvák
- 1950 – Dietmar Lorenz, německý judista, olympijský vítěz († 8. září 2021)
- 1951 – Šáhbáz Šaríf, pákistánský politik
- 1956
  - Peter David, americký spisovatel
  - Paolo Rossi, italský fotbalista († 9. prosince 2020)
  - Igor Otčenáš, slovenský prozaik, publicista, literární kritik, překladatel a diplomat
- 1957 – Rosalind Chaová, americká herečka
- 1959 – Jason Alexander, americký herec, muzikálový zpěvák a tanečník
- 1961 – William McCool, americký astronaut († 1. února 2003)
- 1965
  - Mark Woodforde, australský tenista
  - Aleqa Hammondová, grónská politička
- 1968
  - Zuzana Mauréry, slovenská herečka
  - Wendelin Werner, německo-francouzský matematik
- 1970 – Ani DiFranco, americká písničkářka
- 1974
  - Matt Hardy, americký wrestler
  - Diego Aguirre, uruguayský ragbsita
- 1978 – Anthony Mackie, americký herec
- 1981 – Robert Doornbos, nizozemský pilot F1
- 1983 – Marcelo Melo, brazilský tenista
- 1986 – Eduarda Amorimová, brazilská házenkářka
- 1988
  - Juan Martín del Potro, argentinský tenista
  - Yannick Weber, švýcarský lední hokejista
- 1989 – Brandon Jennings, americký basketbalista
- 1991 – Melanie Oudinová, americká tenistka
- 1992 – Finn Russell skotský ragbista
- 1995 – Jack Aitken, britský automobilový závodník
- 1996 – Ingrid Landmark Tandrevoldová, norská biatlonistka

## Úmrtí

### Česko

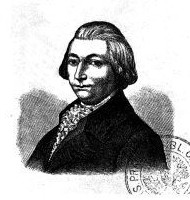
Antonín Strnad († 1799)

- 1253 – Václav I., český král (* 1205)
- 1695 – Karel II. z Lichtenštejna, olomoucký biskup (* 8. dubna 1624)
- 1799 – Antonín Strnad, český meteorolog, profesor a rektor Univerzity Karlovy a ředitel hvězdárny v Klementinu (* 10. srpna 1746)
- 1899 – Bedřich Karel Kinský, český šlechtic a politik (* 18. února 1834)
- 1910 – Jan Drozd, starosta Svatováclavské záložny (* 5. ledna 1837)
- 1925 – Richard Špaček, profesor na teologické fakultě v Olomouci (* 23. listopadu 1864)
- 1938 – Václav Čep, legionář a příslušník Stráže obrany státu (* 15. srpna 1894)
- 1939 – Jan Fleischmann, český hokejista (* 6. července 1885)
- 1954 – Josef Hronek, římskokatolický teolog, církevní a literární historik (* 13. srpna 1890)
- 1960 – Antonín Kurš, divadelní režisér, herec a překladatel (* 6. dubna 1901)
- 1961 – Bohumír Čermák, architekt a uměleckoprůmyslový návrhář (* 8. listopadu 1882)
- 1970 – Karel Pešek, český fotbalista (* 20. září 1895)
- 1985 – Vilém Hrubý, archeolog (* 18. listopadu 1912)
- 1990
  - František Hanták, hobojista a hudební pedagog (* 19. června 1910)
  - Milan Šimečka, český a slovenský filosof a literární kritik (* 7. dubna 1930)
- 1996 – František Rauch, klavírista a pedagog (* 4. října 1910)
- 1997 – Rudolf Rokl, český klavírista, skladatel a hudební aranžér (* 16. prosince 1941)
- 1999 – Jaroslav Klápště, český výtvarný umělec a grafik (* 7. srpna 1923)
- 2000 – Václav Migas, český fotbalista (* 16. září 1944)
- 2002 – Zdeněk Poleno, český lesnický odborník (* 30. dubna 1921)
- 2004 – Jan Filípek, český spisovatel (* 31. prosince 1913)
- 2005 – Emil Konečný, herec (* 19. březen 1916)
- 2006 – Miroslava Bartošíková, česká právnička (* 1950)
- 2009 – Jaroslav Pleskot, český literární historik a kritik (* 30. března 1924)
- 2014 – Daniel Reynek, český tiskař a umělecký fotograf (* 9. června 1928)

### Svět

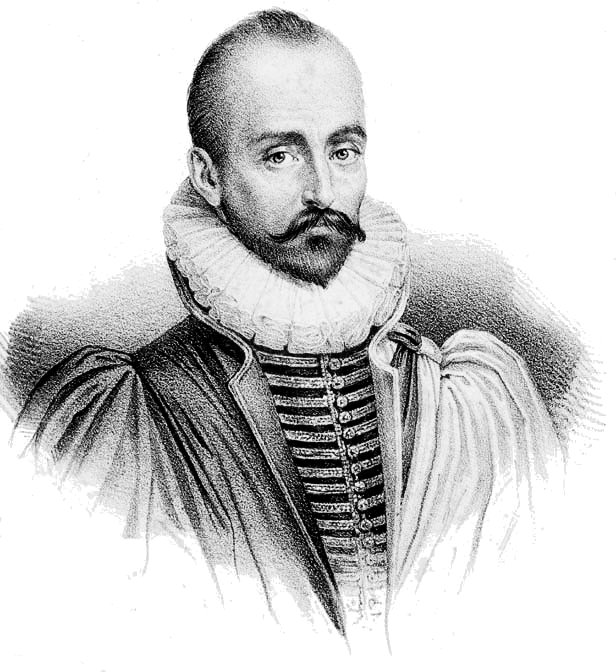
Michel de Montaigne († 1592)

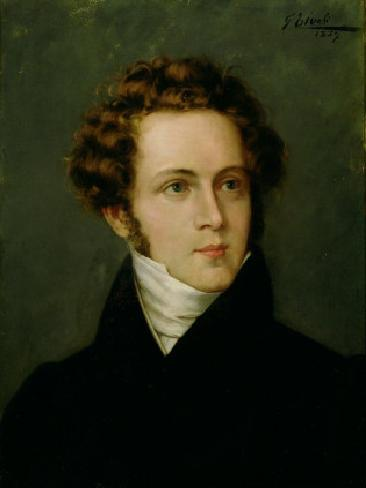
Vincenzo Bellini († 1835)

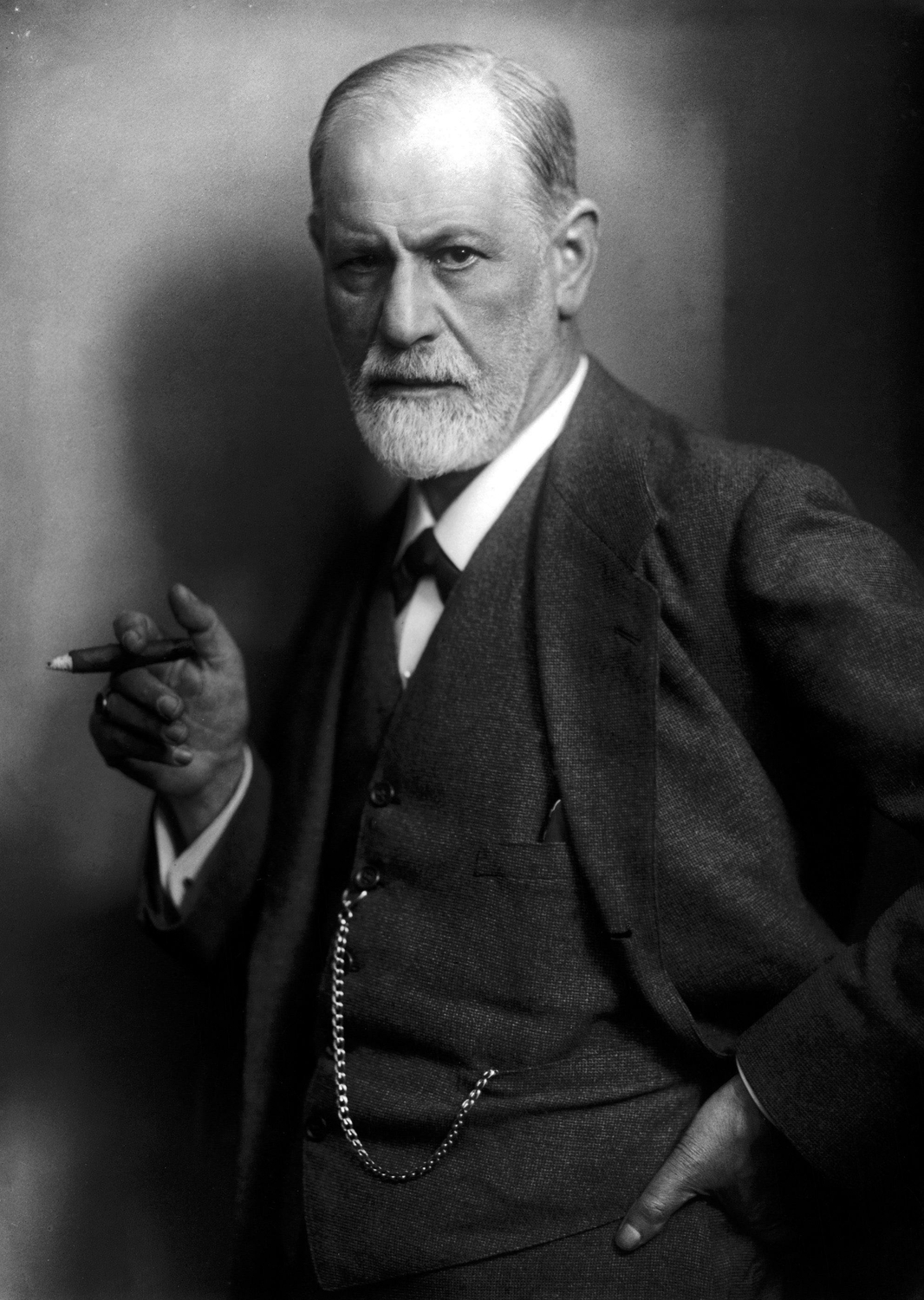
Sigmund Freud († 1939)

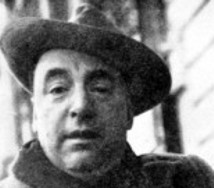
Pablo Neruda († 1973)

- 1230 – Alfons IX. Leónský, král Leónu a Galicie (* 15. srpna 1171)
- 1241 – Snorri Sturluson, islandský historik a básník (* ? 1179)
- 1267 – Beatrix Provensálská, sicilská královna jako manželka Karla I. z Anjou (* 1231)
- 1461 – Karel z Viany, titulární navarrský král, básník a humanista (* 29. května 1421)
- 1508 – Beatrix Neapolská, uherská královna jako druhá manželka Matyáše Korvína a Vladislava Jagellonského (* 16. listopadu 1457)
- 1535 – Kateřina Sasko-Lauenburská, švédská královna (* 24. září 1513)
- 1592 – Michel de Montaigne, francouzský renesanční myslitel a humanista (* 1533)
- 1666 – François Mansart, francouzský architekt (* 23. ledna 1598)
- 1728 – Christian Thomasius, německý filozof a progresivní pedagog (* 1. ledna 1655)
- 1738 – Herman Boerhaave, nizozemský lékař, botanik a chemik (* 31. prosince 1668)
- 1740 – Daniel Krman, slovenský barokní spisovatel, překladatel, vydavatel a evangelický kněz (* 1663)
- 1773
  - Johan Ernst Gunnerus, norský biskup a přírodovědec (* 26. února 1718)
  - Evelyn Pierrepont, 2. vévoda z Kingstonu, britský generál a šlechtic (* 1711)
- 1813 – Sofronij Vračanský, bulharský pravoslavný mnich a spisovatel (* 11. března 1739)
- 1828 – Richard Parkes Bonington, anglický romantický krajinář (* 25. října 1802)
- 1830 – Elizabeth Monroeová, manželka amerického prezidenta Jamese Monroea (* 30. června 1768)
- 1835 – Vincenzo Bellini, italský hudební skladatel (* 1801)
- 1850 – José Gervasio Artigas, uruguayský politik (* 1764)
- 1861 – Terezie Brunswicková, tzv. "Nesmrtelná milenka" Ludwiga van Beethovena (* 27. července 1775)
- 1870 – Prosper Mérimée, francouzský spisovatel (* 1803)
- 1871 – Luis-Joseph Papineau, kanadský politik (* 1786)
- 1877 – Urbain Le Verrier, francouzský matematik (* 1811)
- 1882 – Friedrich Wöhler, německý chemik (* 1800)
- 1885 – Carl Spitzweg, německý malíř (* 1808)
- 1888 – François Achille Bazaine, francouzský maršál (* 13. února 1811)
- 1889 – Wilkie Collins, anglický spisovatel (* 1824)
- 1896 – Ivar Aasen, norský filolog a básník (* 1813)
- 1921 – Bernard Barny de Romanet, francouzský stíhací pilot (* 1894)
- 1923 – John Morley, britský politik, spisovatel (* 24. prosince 1838)
- 1929 – Louis-Ernest Dubois, kardinál a arcibiskup pařížský (* 1. září 1856)
- 1932 – Jules Chéret, francouzský secesní reklamní výtvarník (* 31. května 1836)
- 1936 – Me'ir Dizengoff, starosta Tel Avivu (* 25. února 1861)
- 1939 – Sigmund Freud, česko-rakouský lékař a psychiatr(* 1856)
- 1944
  - Matylda Pálfyová, slovenská sportovní gymnastka, stříbrná medaile na LOH 1936 (* 11. března 1912)
  - Józef Stanek, polský katolický kněz, mučedník, blahoslavený (* 6. prosince 1916)
- 1952 – Ernst Eckert, spisovatel, podnikatel a československý politik německé národnosti (* 14. července 1885)
- 1957 – Edmund Wilhelm Braun, německý historik umění (* 23. ledna 1870)
- 1963 – Karl Burk, generál Waffen-SS (* 14. března 1898)
- 1968 – Pater Pio, italský kněz (* 1887)
- 1970 – Bourvil, francouzský herec (* 1917)
- 1973 – Pablo Neruda, chilský básník, diplomat a politik, Nobelova cena za literaturu 1971 (* 12. července 1904)
- 1975 – René Thomas, francouzský automobilový závodník, rekordman, pilot (* 7. března 1886)
- 1983 – Szolem Mandelbrojt, francouzský matematik (* 10. ledna 1899)
- 1985 – Larry Shue, americký dramatik (* 1946)
- 1988
  - Tibor Sekelj, jugoslávský esperantista (* 1912)
  - Arwel Hughes, velšský hudební skladatel, dirigent a varhaník (* 25. srpna 1909)
- 1994
  - Robert Bloch, americký spisovatel (* 5. dubna 1917)
  - Zbigniew Nienacki, polský spisovatel a novinář (* 1. ledna 1929)
- 2002 – Martin Slivka, slovenský filmový dokumentarista a etnograf (* 1929)
- 2006 – Gabrielle Woods, americká herečka (* 7. prosince 1911)
- 2009 – Ertuğrul Osman, 43. hlava Osmanské říše (* 1912)
- 2018 – Charles Kuen Kao, čínský fyzik, nositel Nobelovy ceny (* 4. listopadu 1933)
- 2019 – Robert Hunter, americký básník, zpěvák, skladatel, překladatel a kytarista (* 23. června 1941)
- 2020 – Juliette Gréco, francouzská zpěvačka, herečka a šansoniérka (* 7. února 1927)
- 2022 – Louise Fletcherová, americká herečka (* 22. července 1934)

## Svátky

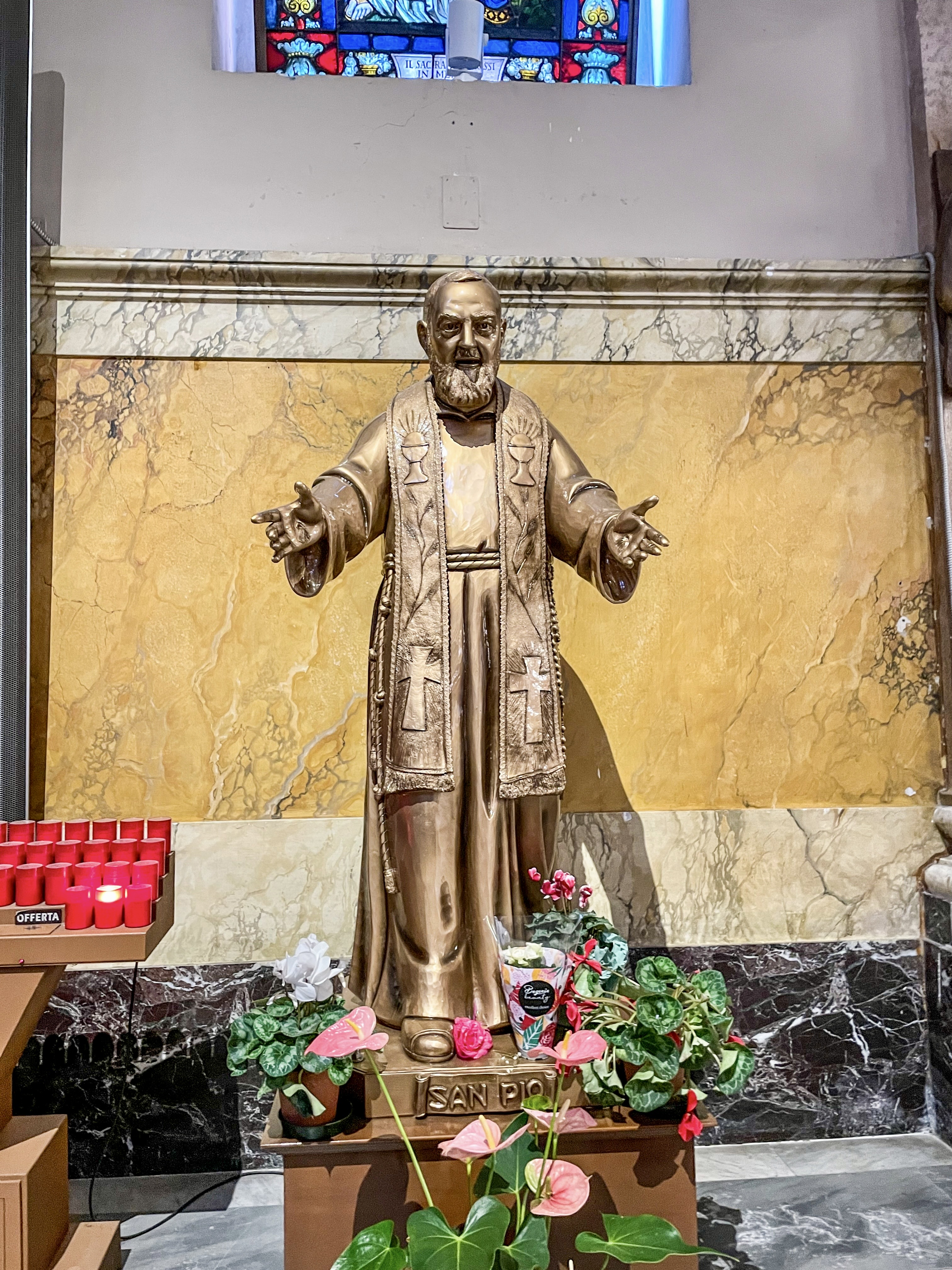
Svatý Pio z Pietrelciny

### Česko
- Berta
- Lina, Livius
- Polyxena, Xantipa, Xantypa
- Hostimil, Hostislava
- Tekla, Teokleia
- Božetěcha
- Jimram

### Svět
- Svatý Pio z Pietrelciny
- Mezinárodní den znakových jazyků
- Saúdská Arábie: Národní den
- Bisexuální den hrdosti

| 23. září v pražském KlementinuÚdaje jsou platné k 11. 3. 2025. | 23. září v pražském KlementinuÚdaje jsou platné k 11. 3. 2025. | 23. září v pražském KlementinuÚdaje jsou platné k 11. 3. 2025. |
| minimum                                                        | denní průměr                                                   | maximum                                                        |
| -------------------------------------------------------------- | -------------------------------------------------------------- | -------------------------------------------------------------- |
| 2,3 °C (1876)                                                  | 13,9 °C (od 1961)                                              | 28,1 °C (1987)                                                 |